# Sudden Attack
Sudden Attack (en coreano: 서든 어택) es un videojuego multijugador de disparos en primera persona desarrollado por la empresa de Corea del Sur, GameHi. Cualquier persona de 15 años o mayor de Corea del Sur con un número de registro ciudadanía se puede crear una cuenta en Netmarble y jugar.
El 2 de diciembre de 2013, el director ejecutivo de Nexon America, Min Kim, anunció planes para descontinuar el servicio norteamericano Sudden Attack. Nexon America terminó Sudden Attack el 29 de enero de 2014. Una secuela, Sudden Attack 2 se lanzó en 2016. A partir de 2020, el juego tiene más de 23 millones de usuarios registrados en todo el mundo y ha recaudado más de US$500 millones en los ingresos de por vida.

## Historia
En el año 2017, un policía SA se orienta a proteger a un laboratorio. A continuación, ve a un archivo de alto secreto sobre la Gran Fuerza del ataque nuclear sobre la población general prevista para 2019. A continuación se detecta. SA todos los soldados se enfrentan a ellos, pero contraataca y consigue escapar. Ellos les dijeron a todo el mundo y las pruebas. Luego un grupo de exsoldados SA llamando a sí mismos la Fuerza de lucha Tanziriro Independencia SA a la Defensa del puerto del Agua del Sur. La audiencia de este asunto, comenzó a unirse a ellos. Ahora tienen una gran lucha por el control del ejército antes del lanzamiento nuclear.

## Jugabilidad
Hay dos equipos en el juego, en rojo y azul. Roja es la Fuerza de la Independencia Tanziriro (Silent Fox), mientras que el azul es la Gran Fuerza (SA Antiterrorista de Corea del Sur). El arma de configuración es la siguiente: arma principal, arma secundaria, cuchillo, granada, bomba o defusal kit. Los equipos son de tono en los diversos tipos de juego distintos partidos en los mapas como Deathmatch, Misión en Defusear o Plantar la bomba, etc.
Los jugadores pueden chatear entre sí (pulsando Tabulador permitan si sus mensajes son para todos en el mapa para leer, o para los miembros de su equipo o clan) durante el juego.

## Modo juego entre clanes
El Jugador debe estar en un clan oficial para poder participar. El Juego entre Clanes incluyen Deathmatch, misiones, sub-misiones, el modo de asedio, y los contra.
Solo pueden hacer un clan match (partida de clanes) de 4 vs 4 hasta 8 vs 8.

## Modo del juego
En la actualidad existen cuatro tipos de modos de juego: Team Deathmatch, bomba / Desactívala (misión), punto de recuperación (similar a la captura y la defensa de la bandera), de Defensa de la Propiedad (similar al rey de la colina), Rescate de la rehén (Similar a un secuestro). El número máximo de cada equipo pueden ser hasta 8.
El Equipo Deathmatch es el modo de color rojo con azul frente al equipo ganador con el número de muertes. Hay un tiempo límite de modo Deathmatch en equipo de 5 a 30 minutos. El número máximo de muertes necesarias para ganar una ronda puede ser ajustada en la habitación del creador: de 60 a 160 muertes. Equipo Deathmatch rondas es más a menudo se establecen en 100 personas con un plazo de cualquiera de 10 a 15 minutos. El mapa es del depósito en particular/ Los más populares mapas para el Deathmatch son los mapas de tamaño chico, que permite un rápido juego e intenso y con frecuencia terminan rápido. Los Jugadores ganan 10 puntos por matar y pierden 2 puntos por cada muerte.
Bomba / Desactivar es el modo en que el equipo rojo trata de destruir un objetivo con una bomba de tiempo, mientras que el equipo azul intenta evitar que el objetivo de ser destruidos. Este modo también tiene un límite de tiempo por vuelta (Bomba / Desactivar tiene de 3 a 9 rondas por partido) y los jugadores no puede reaparecer una vez que estás muerto en una ronda. Cada mapa de este modo tiene un sitio A y B; estos sitios "son zonas en las que la bomba de tiempo se le permite ser colocado. El equipo rojo puede ganar una ronda por el éxito, ya sea destruyendo su objetivo con la bomba o, literalmente, eliminar todos los jugadores en el equipo azul. El equipo azul puede ganar por desactivar la bomba antes de que planten y llegue el contador a cero o la eliminación de todos los jugadores del equipo rojo. Para matar a cada uno, los jugadores ganan 10 puntos, pero pierden 3 puntos por la muerte. Cada ronda que gana el equipo también da una bonificación de 20 puntos a todos los que en el equipo ganador. Uno de los que desempeñan la mayoría de los mapas con este modo es la 3 ª base de suministro mapa.
El punto es el modo de recuperación cuando el equipo rojo intenta evitar que ciertos elementos de la misión de ser adoptadas por el equipo azul, mientras que el equipo azul de los intentos de recuperar los temas y tomar la misión en una zona de seguridad. Muy similar al modo de la bomba / Desactivar . El equipo azul no obstante, puede ganar, alternativamente, mediante la destrucción de los artículos que van a lograr (de esa manera el equipo rojo, no habría uso de ellos). Cada ronda se gana una bonificación de 15 puntos a cada jugador en el equipo victorioso y si un jugador obtiene un punto y lo coloca en una zona de seguridad, se otorga 20 puntos a sí mismo. El modo sin embargo, está limitada en el número de mapas disponibles (solo el Golden Eye y Nocturno con mapas de este modo).
El Rey de la Colina es un modo de color azul con rojo versus el partido ganado, si bien el equipo mantiene un punto de su lado durante un período determinado de tiempo sin dejar caer en el otro equipo de las manos. Ya que se trata de intensos combates en el tema, este modo tiene a menudo la más larga duración rondas.
El rescate de la rehén consiste en que el equipo rojo ha secuestrado a una famosa y el equipo azul tiene que liberarla en un tiempo determinado de tiempo. De no ser así, El lugar donde esta la rehén explotara, el equipo azul tiene que desmantelar 3 bombas para poder liberarla.
El número de rondas de los cuatro tipos de modos de juego diferentes. Equipo Deathmatches solo tienen una ronda en la que los jugadores "luchar hasta la muerte". Sin embargo, la partida de recuperación Bomba / Desactivarla juegos plazos cortos e ir en cualquier lugar del 3 al 9 rondas, dependiendo de la habitación del maestro elección.
Además, todos los modos excepto cuchillo puede igualar ha limitado las opciones de armas de pistola en vivo (solo la pistola y un cuchillo) y el Partido Cuchillo (cuchillo solamente), que puede ser fijado por el creador de la habitación. También incluyen los nuevos modos de francotiradores partidos (cuando un jugador principal de armas solo puede ser un rifle de francotirador)

## Sistema de niveles
Los jugadores ganan experiencia para las luchas que participan. El nivel máximo es de 5 estrellas. El ranking o el nivel del sistema es similar al rango militar de la República de Corea.

## Sistema monetario
Hay dos tipos de monedas: efectivo y puntos. Dinero en efectivo está basado en dinero real (en Malasia se vende por una de las tarjetas de prepago o de MOL (se puede comprar cualquier @ tienda 7-11) y se puede cargar a cambio de un pago monetario, teléfono celular o teléfono de facturación como bien. Los puntos pueden se obtienen mediante cada partida del juego. Los Puntos y el dinero en efectivo puede ser gastados en la tienda del juego y se pueden utilizar para comprar armas. El Efectivo (que puede ser visto como una "prima de usuario" de tipo característica) permite la compra de en el juego aumenta (es decir, 10% de los puntos guardados) y elementos de bonificación especial, junto con equipo especial trajes específicos. El Efectivo y los puntos también pueden ser obtenidos a través de promociones, como los acuerdos entre empresas Netmarble o SK Telecom y KTF, donde un usuario puede añadir su número de celular de teléfono a una lista de llamadas (esencialmente en un régimen de publicidad).

## Desarrollo
El 30 de septiembre de 2011, el publicador de Taiwán de Sudden Attack, Gamon, anunció que no renovaría su contrato con Nexon para operar el juego en Taiwán. Unos meses más tarde, Gamania, que había publicado muchos de los juegos de Nexon, incluido Counter-Strike Online, obtuvo los derechos. El juego fue renombrado "S.A. STORM" (en chino: 突擊風暴).  La versión beta cerrada del juego comenzó el 22 de febrero de 2012 y entró en pleno funcionamiento el 18 de abril de 2012.